# Peniagone marecoi
Peniagone marecoi is een zeekomkommer uit de familie Elpidiidae.
De wetenschappelijke naam van de soort werd in 2008 gepubliceerd door A.V. Gebruk.